# 알프레드 자이슬러

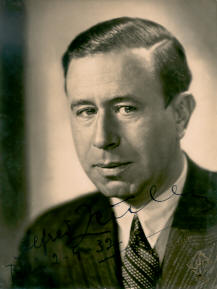

알프레드 자이슬러(Alfred Zeisler, 1892년 9월 26일 ~ 1985년 3월 1일)는 미국의 배우, 영화 감독, 영화 프로듀서, 각본가, 영화배우이다.
시카고에서 태어났다.

## 영화
- 어메이징 어드벤쳐 (1936년)